# Bazinul Niprului

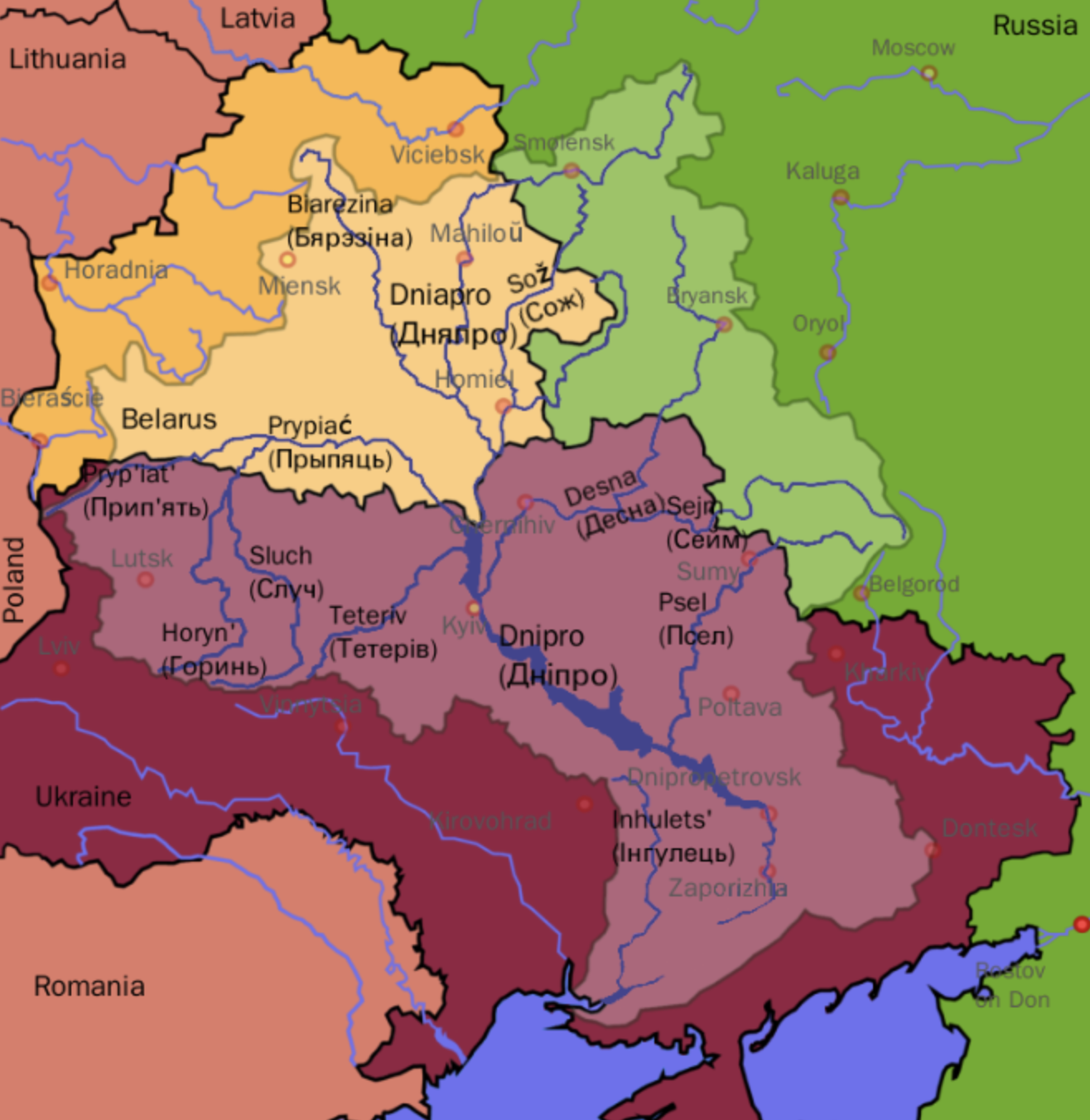
Bazinul fluviului Nipru

Bazinul Niprului este bazinul hidrografic al fluviului Nipru, care acoperă o suprafață de 531817 km2, aproximativ jumătate fiind cuprinsă în limitele granițelor Ucrainei. Resursele de apă din acest bazin reprezintă aproximativ 80% din totalul resurselor de apă ale Ucrainei.

## Geografie
Administrativ, bazinul Niprului se întinde pe teritoriul a trei țări: Ucraina, Belarus și Rusia. Se învecinează cu bazinul Volgăi⁠(d) la nord-est, cu bazinul râului Doneț la est (care aparține bazinului Donului⁠(d)), cu câteva bazine mici la sud-est ale unor cursuri de apă care se varsă în Marea Azov, iar la sud cu alte mici bazine hidrografice ale unor râuri care se varsă în Marea Neagră. În sud-vest, bazinul hidrografic al Niprului se învecinează cu cel al Bugului de Sud. La vest atinge bazinele Nistrului și Vistulei, iar la nord-vest se învecinează cu bazinul Nemanului și cel al Daugavei.
Condițiile climaterice variază în funcție de latitudine: partea nordică a bazinului este caracterizată de păduri cu umiditate relativ mare, partea centrală de silvostepă cu umiditate variabilă, iar partea sudică se află în stepă cu umiditate relativ mică. La nord, alimentarea este preponderent nivală (50 %), urmată de subterană (30 %) și pluvială (20 %). În zona de stepă alimentarea nivală se ridică la 85-90 %, cea subterană devine 10-15 % iar pluvială practic lipsește. Aproximativ 80 % din volumul total de apă se formează în partea de nord a bazinului, unde precipitațiile depășesc rata de evaporare. Volumul anual mediu constituie aprox. 43,4 mlrd m3 (1 370 m3/s) în preajma Kievului și 53,5 mlrd m3 (1 700 m3/s) la gura de vărsare.

## Afluenți
Niprul are aproape 32.000 de afluenți, 89 din aceștia fiind râuri cu o lungime de cel puțin 100 kilometri (62 mi). Principalii afluenți, ordonați de la izvor spre gura de vărsare și afișați cu „S” pentru malul stâng sau „D” pentru malul drept, sunt:
- Veazma⁠(d) (S)
- Vop⁠(d) (D)
- Hmost⁠(d) (D)
- Mereia⁠(d) (S)
- Drut⁠(d) (D)
- Berezina (D)
- Soj⁠(d) (S)
- Prîpeat (D)
- Teteriv (D)
- Irpin (D)
- Desna (S)
- Stuhna⁠(d) (D)
- Trubij⁠(d) (S)
- Ros⁠(d) (D)
- Teasmân⁠(d) (D)
- Supii⁠(d) (S)
- Sula (S)
- Psel (S)
- Vorskla (S)
- Oril⁠(d) (S)
- Samara⁠(d) (S)
- Konka⁠(d) (S)
- Kinska⁠(d) (S)
- Bilozerka⁠(d) (S)
- Bazavluk⁠(d) (D)
- Inhuleț (D)

Pe lângă Niprul propriu-zis, care are o lungime de 2201 km, cel mai proeminent curs de apă din bazin este Desna, cu o lungime de 1130 km.
Printre afluenții mai mici, dar cu o valoare istorică ridicată, se numără câteva pârâuri din Kiev, precum Lâbid⁠(d), care trece la vest de centrul orașului, și Borșahivka, la sud de centrul orașului.